# Syndicat d'équipement et d'aménagement des Pays de France et de l'Aulnoye
Le syndicat d'Équipement et d'Aménagement des Pays de France et de l’Aulnoye (SEAFPA) est un syndicat intercommunal français du département de la Seine-Saint-Denis (Île-de-France).

## Historique
Le syndicat a été créé en 1971 sous l'impulsion de Robert Ballanger sous forme de Syndicat intercommunal à vocations multiples (SIVOM),. En 1992, le syndicat a été transformé en syndicat mixte « à la carte » afin d’élargir son champ d’activité et de mieux répondre aux besoins des populations.
De 1993 à 2005, la commune de Drancy était également membre du SEAPFA.
Selon François Asensi, ancien président du SEAPFA, « ce  sont  des  blocages  politiques  au  niveau  de  différentes  communes  qui expliquent  initialement  la  non-création  d’une  communauté  d’agglomération  à  la  taille  duSEAPFA. C’est finalement une [communauté d’agglomération] « Terres de France » (CATF),regroupant  trois  communes  sur  les  cinq  qui  voit  le  jour  (Tremblay –Sevran –Villepinte). La lettre d’intention produite lors de la création de la [CATF]en  2008  évoqu[ait]bien l’idée de partir d’un «territoire pionnier» pour aboutir au «territoire idoine» des 5 villes (...) ». La Communauté d'agglomération Terres de France  créée en 2010, a elle-même adhéré au syndicat mixte du SEAPFA pour que le syndicat poursuive ses prestations au profit des habitants de la communauté en ce qui concerne la compétence « Collecte et traitement des déchets des ménages et assimilés : ordures ménagères, déchets encombrants, déchets dangereux des ménages, déchets industriels banals - Construction et gestion des déchèteries - Soutien au compostage à domicile - Collecte et traitement des déchets verts des ménages ». Dans le cadre de la mise en place de la métropole du Grand Paris en 2016, cette intercommunalité est dissoute et ses communes intégrées dans le nouvel établissement public territorial Paris Terres d'Envol. L'EPT Paris Terres d'Envol remplace désormais Terres de France au sein du SEAPFA.
Au terme des élections municipales de 2014 dans la Seine-Saint-Denis, et bien que la droite soit minoritaire en voix, Bruno Beschizza (UMP → LR)  est élu en mai 2014 président du syndicat intercommunal SEAPFA par 27 voix contre 10 au maire EELV de Sevran, Stéphane Gatignon, car ayant reçu le soutien de François Asensi, député de la 11e circonscription, maire de Tremblay-en-France.
Depuis la création de la métropole du Grand Paris et, en son sein, de l'établissement public territorial Paris Terres d'Envol, en vigueur depuis le 1er janvier 2016, plusieurs compétences du SEAPFA ont été transférées soit à ce dernier, notamment l'aménagement du territoire, la collecte et le traitement des déchets, depuis le 1er janvier 2017, soit à la métropole, comme celle relative aux gens du voyage, depuis le 1er janvier 2019. Aussi, dans un rapport publié le 25 octobre 2018, la Chambre régionale des comptes d'Île-de-France souligne les fragilités juridiques des compétences du SEAPFA et considère qu'elles doivent être mise à jour. Le devenir du syndicat est posé et la commune du Blanc-Mesnil s'est prononcée pour sa dissolution à terme. Parallèlement, l'EPT Terres d'Envol a remplacé la communauté Terres de France comme membre du syndicat mixte.

## Territoire syndical

### Géographie
Le syndicat regroupe des collectivités locales du nord-est du département de la Seine-Saint-Denis, en banlieue parisienne.
Son territoire comprend une partie de l'aéroport de Paris-Charles-de-Gaulle.

### Composition
En 2021 S.E.A.P.F.A et un syndicat mixte fermé qui regroupe l'établissement public territorial Paris Terres d'Envol et  les cinq communes suivantes :
1. Aulnay-sous-Bois
2. Le Blanc-Mesnil
3. Sevran
4. Tremblay-en-France
5. Villepinte

## Organisation

### Siège
Le siège du syndicat se situe à Villepinte, 50 allée des Impressionnistes . 

### Élus
Le syndicat est administré par des représentants élus par les conseils des communes et intercommunalités qui le constituent.
En 2016, ces délégués, au nombre de 37, sont répartis de la manière suivante :

- 13 délégiés pour l'EPT Terres d'Envol ;

- 6 délégués pour Aulnay-sous-Bois ;

- 5 délégués pour Sevran et Le Blanc-Mesnil ; 

- 4 délégués pour Villepinte et Tremblay-en-France.

### Liste des présidents
| Période      | Période                       | Identité          | Étiquette | Qualité |
| ------------ | ----------------------------- | ----------------- | --------- | --- |
| 1971         | 1981                          | Robert Ballanger, | PCF       | Employé du ministère des Colonies. Maire d'Aulnay-sous-Bois (1971 → 1978) Député de Seine-et-Oise puis de la Seine-Saint-Denis (1945 → 1981)                                                          |
| 1995         | 2014                          | François Asensi   | PCF       | Dessinateur industriel Maire de Tremblay-en-France (1991 → ) Député de la Seine-Saint-Denis (11e circ.) (1981 → 2017) Président de la CA Terres de France (2010 → 2015)                               |
| mai 2014     | juillet 2020                  | Bruno Beschizza   | UMP → LR  | Syndicaliste policier puis sous-préfet Maire d’Aulnay-sous-Bois Conseiller régional (2010 →) Conseiller départemental (2015 → 2016) Président de l'EPT Paris Terres d'Envol (2016 →)                  |
| juillet 2020 | En cours (au 28 juillet 2020) | Séverine Maroun   | LR        | Fonctionnaire territoriale Première maire-adjointe d'Aulnay-sous-Bois (2014 → ) Conseillère départementale d'Aulnay-sous-Bois (2015 → ) Présidente de l'office public de l'habitat d'Aulnay-sous-Bois |

### Compétences
Depuis 2005 le SEAPFA est un syndicat à la carte, c'est-à-dire que chaque collectivité membre n'adhère qu’à certaines de ses compétences.
Théoriquement, le SEAPFA exerce, fin 2016, 18 compétences  diverses, principalement  dans  les domaines de l’aménagement, des ordures ménagères, des réseaux de chaleur et de froid, de l’action sociale et médico-sociale, du sport, des gens du voyage et des transports, regroupant un nombre variable d’adhérents. Toutefois, depuis la création de l'EPT Paris Terres d'Envol de la métropole du Grand Paris, le SEAPFA n'a plus que des compétences limitées, et ne gère désormais que le cimetière intercommunal, le centre-équestre de Tremblay et le pôle gare de Sevran.
En effet, la Loi Notre de 2015 qui a créé la métropole et les EPT  a pour conséquence que les compétences exercées par le SEAPFA ont été attribuées par la loi pour l’une à la  Métropole du Grand Paris (politique publique en faveur des gens du voyage) et à l’EPT (gestion des déchets ménagers et assimilés)  L’aménagement  est quant à lui une compétence désormais partagée entre la métropole et les EPT, si  bien  que  le  SEAFPA  ne  peut  plus intervenir dans ce domaine.

### Régime fiscal et budget
Le syndicat est essentiellement financé par les participations des communes membres, basées sur l’importance de la population et sur le potentiel fiscal de chaque commune, ce qui assure une solidarité intercommunale et permet de réaliser des équipements d’importance sur chacune des communes adhérentes. Il gère en 2014 un budget annuel de 38 millions d’euros environ.